# Rathaus (Arberg)

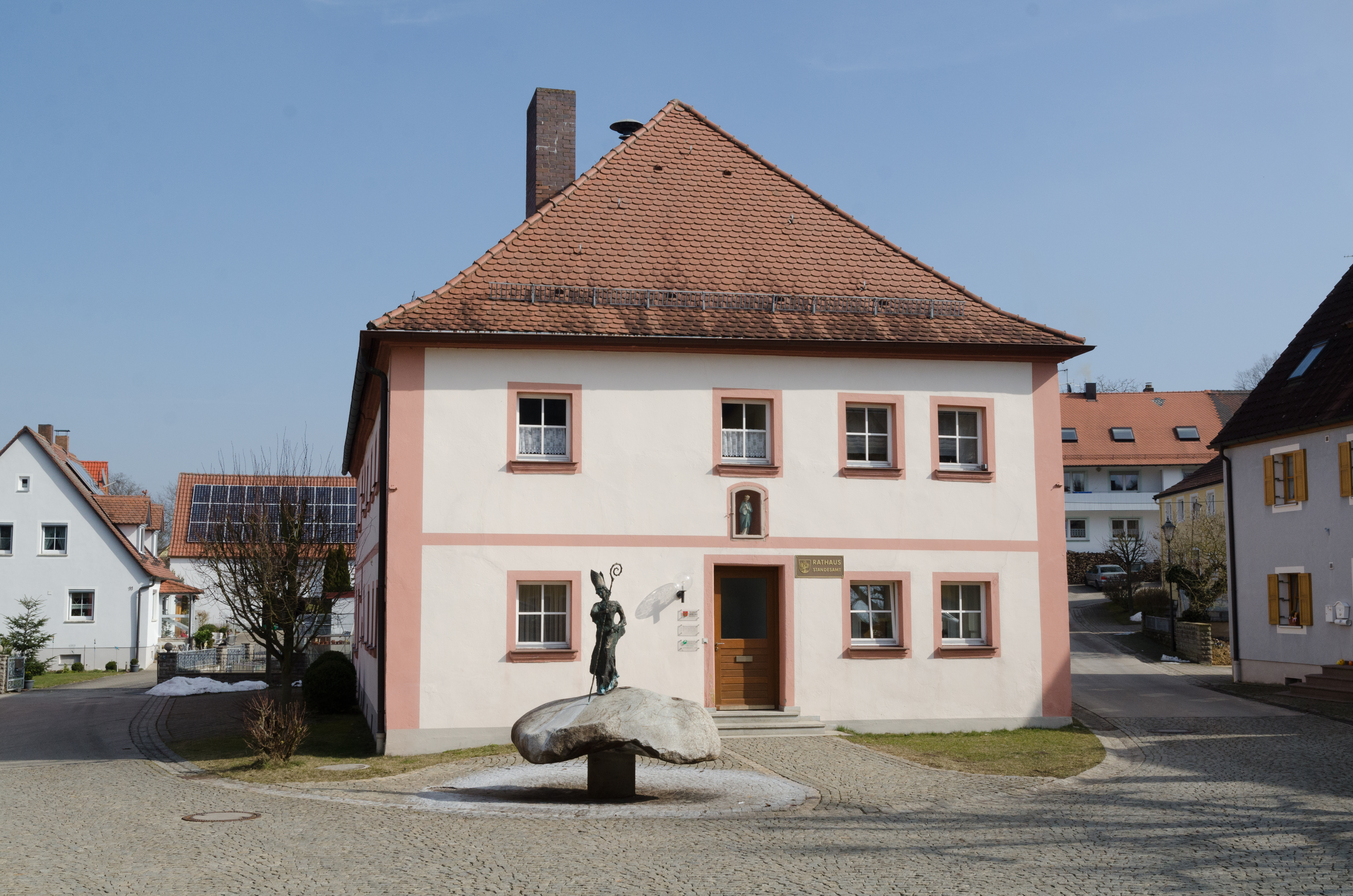
Rathaus in Arberg

Das Rathaus in Arberg, einer Marktgemeinde im mittelfränkischen Landkreis Ansbach in Bayern, wurde im 18. Jahrhundert errichtet. Das Rathaus am Marktplatz 13 ist ein geschütztes Baudenkmal.
Der zweigeschossige Walmdachbau mit einfacher Putzgliederung besitzt über dem Eingang eine Nische mit der Skulptur einer Madonna.